# نیکو خردمند
نیکو خردمند (زادهٔ ۱۹ آبان ۱۳۱۱ تهران – درگذشتهٔ ۲۶ آبان ۱۳۸۸ تهران) صداپیشه و بازیگر سینما و تلویزیون اهل ایران بود.

## زندگی
نیکو خردمند ۱۹ آبان ۱۳۱۱  در تهران و در خانواده‌ای فرهنگی متولد شد. او خواهر بزرگ‌تر آهو خردمند بود. او دارای مدرک تحصیلی دیپلم و فارغ‌التحصیل کارگردانی سینما بود.
فعالیت هنری او از سال ۱۳۳۷ با گویندگی در رادیو شروع شد. وی گویندگی فیلم را از شهریور سال ۱۳۳۹ زیر نظر هوشنگ لطیف‌پور و سعید شرافت آغاز کرد و گوینده نقش‌های اصلی به‌جای کلودیا کاردیناله، آوا گاردنر، الیزابت تیلور، اینگرید برگمن، ایوت میمی‌یوکس، لی رمیک، الکه زومر، فخری خوروش، ایرن، کتایون، آرام، پوری بنایی و… بوده‌است.
او همزمان با دوبله، از سال ۱۳۴۲ تا سال ۱۳۴۷ گوینده نمایش‌های رادیویی برنامه دوم رادیو و همچنین مجری برنامه «معرفی تئاتر در تلویزیون» در سال ۱۳۵۱ بود. او در دوبله فیلم‌های کلاسیک تاریخ سینما که در دهه پنجاه در «تلویزیون ملی ایران» دوبله می‌شدند، حضور داشت و گوینده مجموعه مستند «پنجره‌ها» نیز بود.
فعالیت سینمایی او با بازی در فیلم «پرده آخر» (واروژ کریم‌مسیحی) در سال ۱۳۶۹ شروع شد. در این فیلم خردمند در نقش تاج‌الملوک، بازمانده‌ای از یک خانواده اشرافی رو به زوال، بازی چشمگیری داشت. همچنین بازی او در «خانه خلوت» (مهدی صباغ‌زاده) در کنار عزت‌الله انتظامی، یکی دیگر از اوج‌های حضور او بر پرده سینما محسوب می‌شود و بازی‌اش در مجموعه‌های تلویزیونی «آوای فاخته» و به‌خصوص «دزدان مادربزرگ» نیز در یادها مانده‌است.

## درگذشت
نیکو خردمند حدود ساعت ۴ بامداد روز سه‌شنبه ۲۶ آبان ۱۳۸۸، در سن ۷۷ سالگی و در بیمارستان ابن سینای تهران درگذشت.
وی در پاییز سال ۱۳۸۷ چندین بار به بیمارستان منتقل شده بود. همچنین بیماری وی در ماه‌های آخر عمرش شدت یافته بود. نیکو خردمند در هفته‌های پیش از مرگش به دلیل بیماری قلبی و عروقی و ضعف جسمانی تحت مراقبت پزشکی قرار گرفت و در بیمارستان بستری بود.

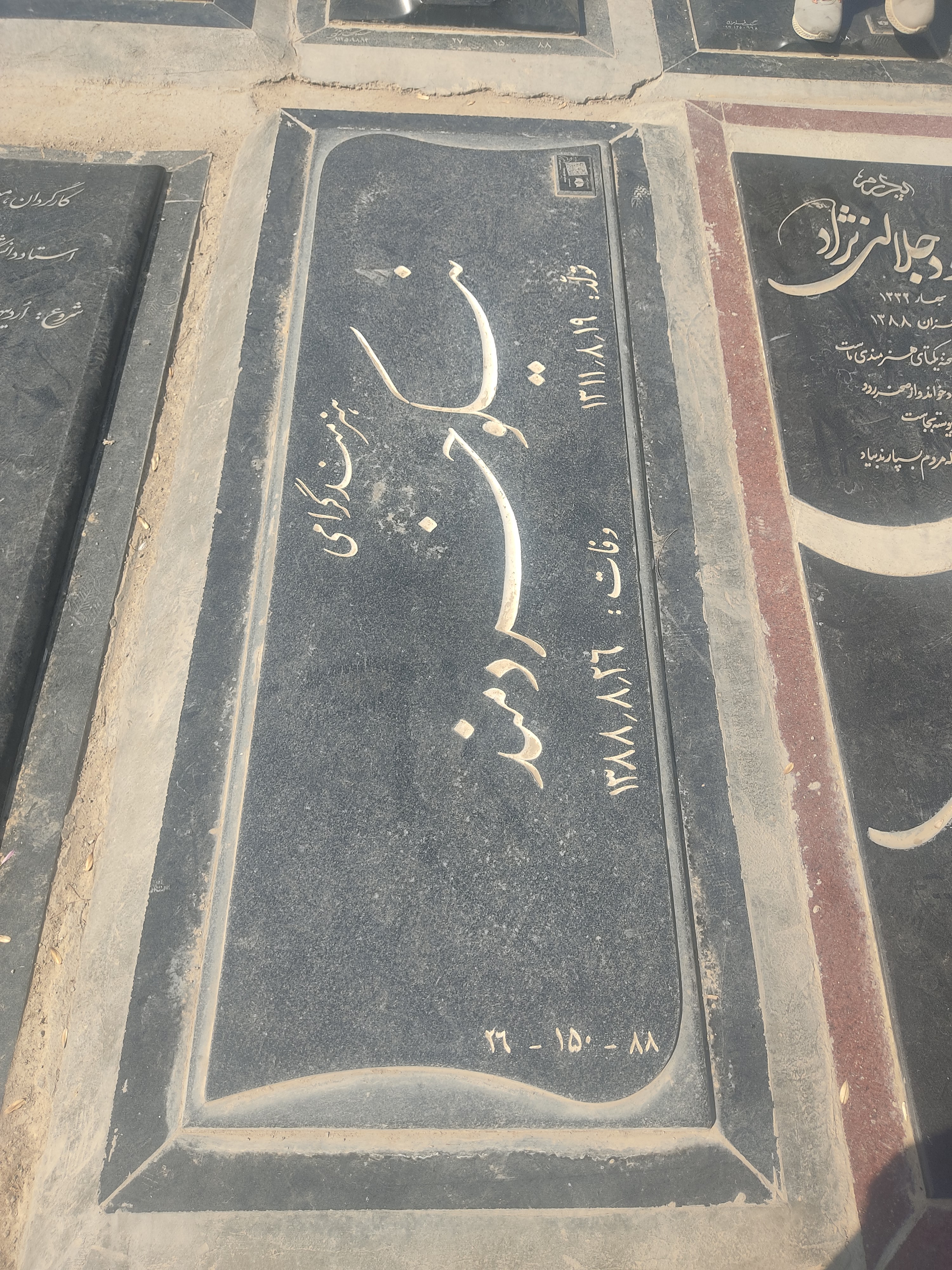
قبر نیکو خردمند در قطعه هنرمندان بهشت زهرا

## فیلم‌شناسی

### سینمایی
- حکایت آن مرد خوشبخت (رضا حیدرنژاد - ۱۳۶۹)
- پرده آخر (واروژ کریم‌مسیحی - ۱۳۶۹)
- مسافران (بهرام بیضایی - ۱۳۷۰)
- خانه خلوت (مهدی صباغ‌زاده - ۱۳۷۰)
- بازیچه (تورج منصوری - ۱۳۷۱)
- راز گل شب بو (سعید خورشیدیان - ۱۳۷۲)
- زینت (ابراهیم مختاری - ۱۳۷۲)
- نگاهی دیگر (حسین مختاری - ۱۳۷۳)
- روزهای خوب زندگی (مهدی صباغ‌زاده - ۱۳۷۳)
- غزال (مجتبی راعی - ۱۳۷۴)
- سفر پرماجرا (سیامک اطلسی - ۱۳۷۴)
- قاصدک (قاسم جعفری - ۱۳۷۵)
- قاعده بازی (عبدالرضا نواب‌صفوی - ۱۳۷۶)
- هفت سنگ (عبدالرضا نواب‌صفوی - ۱۳۷۶)
- روانی (داریوش فرهنگ - ۱۳۷۶)
- شراره (سیامک شایقی - ۱۳۷۸)
- تو را دوست دارم (عبداله باکیده - ۱۳۷۸)
- همسر دلخواه من (افشین شرکت - ۱۳۷۹)
- هزاران زن مثل من (رضا کریمی - ۱۳۷۹)
- دختری به نام تندر (حمیدرضا آشتیانی پور - ۱۳۷۹)
- ازدواج غیابی (۱۳۷۹)
- کاغذ بی‌خط (ناصر تقوایی - ۱۳۸۰)
- قلب‌های ناآرام (مجید مظفری - ۱۳۸۱)
- صبحانه‌ای برای دو نفر (مهدی صباغ‌زاده - ۱۳۸۲)
- کافه ستاره (سامان مقدم - ۱۳۸۳)
- چند می‌گیری گریه کنی (شاهد احمدلو - ۱۳۸۴)
- پیشنهاد ۵۰ میلیونی (مهدی صباغ‌زاده - ۱۳۸۴)
- پرونده هاوانا (علیرضا رئیسیان - ۱۳۸۴)
- راننده تاکسی (۱۳۸۵)
- خاک‌آشنا (بهمن فرمان‌آرا - ۱۳۸۶)
- شیرین (عباس کیارستمی - ۲۰۰۸/۱۳۸۷)

### مجموعه تلویزیونی
| سال       | نام                          | سمت    | کارگردان          | توضیحات |
| --------- | ---------------------------- | ------ | ----------------- | --- |
| ۱۳۸۸-۱۳۸۹ | تله‌فیلم «پرستار»             | بازیگر | علیرضا سبزواری    | شبکه ۲ |
| ۱۳۸۶–۱۳۸۷ | تله‌فیلم «قاب‌های خالی»        | بازیگر | مرتضی هرندی       | شبکه ۲ |
| ۱۳۸۶      | تله‌فیلم «جاده آسمان»         | بازیگر | کامبیز کاشفی      | شبکه ۲ |
| ۱۳۸۶      | تله‌فیلم «تکم‌چی»              | بازیگر | یدالله صمدی       | |
| ۱۳۸۴      | ریحانه                       | بازیگر | سیروس مقدم        | شبکه ۳ |
| ۱۳۸۴      | عشق گمشده                    | بازیگر | حسین سهیلی‌زاده    | شبکه ۳ |
| ۱۳۸۴      | تله‌فیلم «مادر صدامو می‌شنوی؟» | بازیگر | کامبیز کاشفی      | شبکه ۱ |
| ۱۳۸۴      | و خداوند عشق را آفرید        | بازیگر | مسعود شامحمدی     | شبکه ۳ |
| ۱۳۸۰      | دیوار شیشه‌ای                 | بازیگر | مهدی صباغ‌زاده     | شبکه ۲ |
| ۱۳۷۹–۱۳۸۰ | نیستان                       | بازیگر | حسین مختاری       | شبکه ۳ |
| ۱۳۷۹      | صدایم کن                     | بازیگر | مسعود نوابی       | شبکه ؟ |
| ۱۳۷۹      | پس از باران                  | بازیگر | سعید سلطانی       | شبکه ۳ |
| ۱۳۷۹      | همسایه‌ها                     | بازیگر | محمدحسین لطیفی    | شبکه ۳ |
| ۱۳۷۸      | ایستگاه                      | بازیگر | منوچهر عسگری نسب  | شبکه ؟ |
| ۱۳۷۸      | مادر                         | بازیگر | مسعود فروتن       | شبکه ۱ |
| ۱۳۷۷–۱۳۷۸ | کت جادویی                    | بازیگر | محمدحسین لطیفی    | شبکه ۳ |
| ۱۳۷۵–۱۳۷۸ | آژانس دوستی                  | بازیگر | گروه کارگردانان   | |
| ۱۳۷۶–۱۳۷۷ | برگ و باد                    | بازیگر | فیاض موسوی        | از برنامه سیمای خانواده شبکه ۱ پخش می‌شد.                                                                                               |
| ۱۳۷۶–۱۳۷۷ | هفت‌سنگ                       | بازیگر | عبدالرضا نواب‌صفوی | شبکه ۲ از این مجموعه تلویزیونی، دو نسخه سینمایی، با نامهای «قاعده بازی» و «هفت سنگ» در شانزدهمین دوره جشنواره فیلم فجر به نمایش درآمد. |
| ۱۳۷۶      | همه فرزندان من               | بازیگر | محمد دستگردی      | شبکه ۱ |
| ۱۳۷۶      | بومرنگ                       | بازیگر | فیاض موسوی        | شبکه ۱ |
| ۱۳۷۵–۱۳۷۶ | بازگشت به خانه               | بازیگر | مسعود نوابی       | شبکه ۱ |
| ۱۳۷۵      | غبار نور                     | بازیگر | محمدرضا اصلانی    | شبکه ۱ |
| ۱۳۷۴–۱۳۷۵ | دزدان مادربزرگ               | بازیگر | مهدی صباغ‌زاده     | شبکه ۱ |
| ۱۳۷۴–۱۳۷۵ | دبیرستان خضراء               | بازیگر | اکبر خواجویی      | |
| ۱۳۷۴      | جای خالی دریا                | بازیگر | هوشنگ توکلی       | |
| ۱۳۷۳      | آوای فاخته                   | بازیگر | بهمن زرین‌پور      | شبکه ۱ |
| ۱۳۷۲–۱۳۷۳ | باغ گیلاس                    | بازیگر | مجید بهشتی        | شبکه ۱ |
| ۱۳۷۱–۱۳۷۲ | آپارتمان                     | بازیگر | اصغر هاشمی        | شبکه ۱ |
| ۱۳۷۱      | آخرین سند                    | بازیگر | رضا گنجی          | شبکه ۱ |
| ۱۳۶۷      | گالش‌های مادربزرگ             | بازیگر | بهمن زرین‌پور      | در نوروز ۱۳۶۸ از شبکه ۱ پخش شد. |

### دوبله
برخی از گویندگی‌های شاخص و ماندگار نیکو خردمند در دوبله به شرح زیر است:

### دوبله فیلم‌های خارجی
| بازیگر                  | فیلم‌ها |
| ----------------------- | --- |
| کلودیا کاردیناله        | دختری با چمدان (۱۹۶۱) پلنگ صورتی (۱۹۶۳، دوبلهٔ اول) یوزپلنگ (۱۹۶۳، دوبلهٔ اول و دوم) دنیای سیرک (۱۹۶۴، در ایران: جانبازان) چشم‌بسته (۱۹۶۶) حرفه‌ای‌ها (۱۹۶۶) فرمان گم‌شده (۱۹۶۶، دوبلهٔ اول) موج درست نکن (۱۹۶۷، در ایران: زیبا ولی پر دردسر) روزی روزگاری در غرب (۱۹۶۸، دوبلهٔ اول) یک جفت زیبا (۱۹۶۸) چادر قرمز (۱۹۶۹، دوبلهٔ اول) |
| الکه زومر               | جایزه (۱۹۶۳) گلوله‌ای در تاریکی (۱۹۶۴) هنر عشق (۱۹۶۶) خدمهٔ خرابکار (۱۹۶۸، در ایران: خرابکاران) |
| آوا گاردنر              | زندگی و روزگار قاضی روی بین (۱۹۷۲) گذرگاه کاساندرا (۱۹۷۶، دوبلهٔ اول) هفت روز در ماهِ مِه (۱۹۶۴، دوبلهٔ اول) |
| الیزابت تیلور           | آیوانهو (۱۹۵۲) ناگهان تابستان گذشته (۱۹۵۹، دوبلهٔ دوم) باترفیلد ۸ (۱۹۶۰، در ایران: گناهکار نیویورک، دوبلهٔ اول) |
| ایوت میمی‌یو             | ماشین زمان (۱۹۶۰) چهار سوار سرنوشت (۱۹۶۲) کله الماس (۱۹۶۲) |
| اینگرید برگمن           | دکتر جکیل و آقای هاید (۱۹۴۱) بدنام (۱۹۴۶، در ایران: رسوا) |
| پاتریشیا اونز           | بدون پیش‌قسط (۱۹۵۷، در ایران: بیعانه‌ای در کار نیست) سایونارا (۱۹۵۷، دوبلهٔ دوم) |
| لیندا دارنل             | نشان زورو (۱۹۴۰)، با خیانتکاری به شما (۱۹۴۸) |
| جین پیترز               | جیب‌بر خیابان جنوبی (۱۹۵۳) سه سکه در چشمه (۱۹۵۴) |
| جنت لی                  | خلبان جت (۱۹۵۷) سه نفر روی نیمکت (۱۹۶۶) |
| جین سیمونز              | سینوهه (۱۹۵۴)، دزیره (۱۹۵۴، دوبلهٔ دوم) |
| سیلوا کوشینا            | خطرناک‌تر از مرد (۱۹۶۷) ارتباط دانش‌آموزان (۱۹۷۴، در ایران: تپش) |
| لی رمیک                 | صدایی در تاریکی (۱۹۵۸) روزگار شراب و گل‌های سرخ (۱۹۶۲) |
| ناتالی وود              | جویندگان (۱۹۵۶، دوبلهٔ دوم) عشق‌بازی (۱۹۷۳، در ایران: ماجرا) |
| سوزانا یورک             | مگر آن‌ها به اسب‌ها شلیک نمی‌کنند؟ (۱۹۶۹) آن بخت خوش (۱۹۷۵) |
| سنتا برگر               | انتقام کبرا (۱۹۷۱) زن‌ها دم ندارن (۱۹۷۲) |
| کارول لمبارد            | قرن بیستم (۱۹۳۴) |
| سیلویا سیدنی            | خشم (۱۹۳۶) |
| جون فونتین              | سوءظن (۱۹۴۱) |
| تَلولا بنک‌هد             | قایق نجات (۱۹۴۴) |
| فردا جکسون              | هنری پنجم (۱۹۴۴، دوبلهٔ دوم) |
| آلکسیس اسمیت            | تضاد (۱۹۴۵) |
| کارول اندریس            | گاوبازها (۱۹۴۵) |
| میرنا لوی               | بهترین سال‌های زندگی ما (۱۹۴۶) |
| جین وایمن               | گوزن یک‌ساله (۱۹۴۶، در ایران: غزال) |
| دوروتی مک‌گوایر          | قرارداد شرافتمندانه (۱۹۴۷، در ایران: قول مردانه) |
| آلیدا والی              | قضیه پاراداین (۱۹۴۷، در ایران: پروندهٔ پاراداین) |
| فی کمپتون               | نیکلاس نیکلبی (۱۹۴۷) |
| جنیفر جونز              | تصویر جنی (۱۹۴۸، دوبلهٔ دوم) |
| مورین اوسالیوان         | ساعت بزرگ (۱۹۴۸) |
| ویرجینیا میو            | مشعل و کمان (۱۹۵۰) |
| لنکا پیترسون            | وحشت در خیابان‌ها (۱۹۵۰، دوبلهٔ اول) |
| باربارا پیتون           | آخرین مرد شجاع (۱۹۵۱) |
| آن بکستر                | اعتراف می‌کنم (۱۹۵۳) |
| گریس کلی                | اخگر سبز (۱۹۵۴) |
| سیلوانا مانگانو         | اولیس (۱۹۵۴، دوبلهٔ دوم) |
| جینجر راجرز             | بیوهٔ سیاه (۱۹۵۴) |
| مارتا هایر              | سابرینا (۱۹۵۴) |
| جوآن ووس                | جنگجویان قلعهٔ یوما (۱۹۵۵) |
| گلینیس جونز             | دلقک دربار (۱۹۵۵) |
| کریما                   | سرزمین فراعنه (۱۹۵۵، دوبلهٔ دوم) |
| جین کرین                | مرد بی‌ستاره (۱۹۵۵، دوبلهٔ اول) |
| آنا-ماریا فررو          | جنگ و صلح (۱۹۵۶، دوبلهٔ دوم) |
| کیم نُواک                | سرگذشت ادی دوچین (۱۹۵۶) |
| ورا مایلز               | مرد عوضی (۱۹۵۶) |
| سی‌ید چاریس              | شفق خدایان (۱۹۵۸) |
| می بریت                 | شیرهای جوان (۱۹۵۸، دوبلهٔ دوم) |
| پاتریشیا باسورث         | داستان راهبه (۱۹۵۹) |
| دانا اندرسون            | در ساحل (۱۹۵۹) |
| میشلن گاری              | گوریل وارد می‌شود (۱۹۵۹) |
| نانسی اولسون            | پروفسور کم‌حافظه (۱۹۶۱) |
| آن آندرسون              | معجزهٔ گرگ‌ها (۱۹۶۱) |
| جوآن بلکمن              | هاوایی آبی (۱۹۶۱) |
| هاریت آندرشون           | همچون در یک آینه (۱۹۶۱) |
| بتی فیلد                | پرنده‌باز آلکاتراز (۱۹۶۲، دوبلهٔ دوم) |
| جوآن اوبراین            | سلام بر اسکناس (۱۹۶۲) |
| نانسی کووَک              | جیسون و آرگونات‌ها (۱۹۶۳، دوبلهٔ اول و دوم) |
| گونل لیندبلوم           | نور زمستانی (۱۹۶۳) |
| ایوون کلچ               | پیش به‌سوی بانک (۱۹۶۴، در ایران: بانک را منفجر کن، دوبلهٔ دوم) |
| دوروتی پروواین          | همسایهٔ خوب، سام (۱۹۶۴) |
| کریستیانه اشمیتمر       | بوئینگ بوئینگ (۱۹۶۵) |
| فرن جفریس               | پرنس هرم (۱۹۶۵) |
| نیه‌بس ناوارو            | تپانچه‌ای برای رینگو (۱۹۶۵) |
|                         | کلبه عمو تُم (۱۹۶۵) |
| آنجانته کامر            | آپالوزا (۱۹۶۶) |
| کاترین راس              | آقای بادوینگ (۱۹۶۶، در ایران: زن بدون چهره) |
| رومی اشنایدر            | جاسوس سه‌جانبه (۱۹۶۶، در ایران: حماسهٔ ادی چاپمن، دوبلهٔ اول) |
| شارون تیت               | چشم شیطان (۱۹۶۶) |
| استفانی پاورز           | دلیجان محکومین (۱۹۶۶) |
| آن مارگرت               | ساخت پاریس (۱۹۶۶، در ایران: دختری در پاریس) |
| ویرنا لیزی              | ساعت بیست و پنج (۱۹۶۷) |
| آکیکو واکابایاشی        | شما فقط دو بار زندگی می‌کنید (۱۹۶۷) |
| ژاکلین پیرس             | پل را بالا نبر، رودخانه را پائین بیاور (۱۹۶۸) |
| کامیلا اسپارو           | طلای مَکِنا (۱۹۶۹) |
| اورسولا اَندرِس           | جمعهٔ متفاوت (۱۹۷۰، در ایران: وقتی دزد خوشگل باشه) |
| سیلویا مونتی            | تسخیرناپذیران (۱۹۷۱) |
| فاطما گریک              | شوهر قلابی (۱۹۷۱) |
|                         | موزها (۱۹۷۱، در ایران: انقلابی قلابی) |
| هیلدگارد نیل            | آنتونی و کلئوپاترا (۱۹۷۲) |
| باربارا هریس            | جنگ بین مردان و زنان (۱۹۷۲) |
| جین سیبرگ               | جنگ باند در ناپل (۱۹۷۲، در ایران: چه آسان می‌کشد) |
| ناتالیا بوندارچوک       | سولاریس (۱۹۷۲) |
| ماریسا برنسون           | کاباره (۱۹۷۲) |
| میری دارک               | مردی با کفش‌های لنگه‌به‌لنگه (۱۹۷۲) |
| باربارا راش             | پدر فوق‌العاده (۱۹۷۳) |
| استر اندرسون            | دسامبر گرم (۱۹۷۳، در ایران: زمستان داغ) |
| لارا بروکس              | فولاد آرنا (۱۹۷۳، در ایران: سرعت جنون مرگ) |
| لیندا کریستال           | آقای مجستیک (۱۹۷۴، در ایران: سرافراز) |
| میمسی فارمر             | کالبدگشایی (۱۹۷۴، در ایران: ارثیهٔ مرگبار) |
| رزماری لیندت            | انتقام امانوئل (۱۹۷۵) |
| لین ردگریو              | دختران خطاکار (۱۹۷۵) |
| سو هلن پتری             | سفر سرد (۱۹۷۵) |
| فلوریندا بولکن          | رویال فلش (۱۹۷۵، در ایران: فرماندهٔ قلابی) |
| فرانچسکا رومانا کولوتسی | گناه پاک (۱۹۷۵) |
| ژاکلین بیسیه            | سنت آیوس (۱۹۷۶، در ایران: حریف) |
| سیبیل دانینگ            | شاهزاده و گدا (۱۹۷۷) |
| آیلین پیج               | ارتش سری (۱۹۷۹–۱۹۷۷، مجموعهٔ تلویزیونی) |
| لیزلوته پولفر           | کاراگاه کاستر - قسمت «چمدان» (۱۹۷۸، مجموعهٔ تلویزیونی) |
|                         | آن‌سوی ابدیت (۱۹۸۳) |
| میساکو واتانابه         | سال‌های دور از خانه (۱۹۸۴–۱۹۸۳، مجموعهٔ تلویزیونی) |
| ویوین مور               | خانم مارپل - قسمت «قتل از پیش تعیین‌شده» (۱۹۸۵، مجموعهٔ تلویزیونی) |
| هلن چری                 | خانم مارپل - قسمت «فرشتهٔ انتقام» (۱۹۸۷، مجموعهٔ تلویزیونی) |
| جوآنا دیوید             | خانم مارپل - قسمت «قطار چهار و پنجاه از پدینگتون» (۱۹۸۷، مجموعهٔ تلویزیونی) |
| دِرولا مولُی              | آزده‌دل (۱۹۹۶، مجموعهٔ تلویزیونی) |
| مارگو گان               | خانوادهٔ رابینسون (۱۹۹۸، مجموعهٔ تلویزیونی) |
| ایزابل هوپر             | از شکلات شما متشکرم (۲۰۰۰) |
| جولیان مور              | اخبار کشتیرانی (۲۰۰۱، در ایران: ساحل خاطرات) |
| الن فوگل                | دوقلو (۲۰۰۲) |
|                         | ماجرای نیمروز (۱۹۵۲، دوبلهٔ سوم در مؤسسه قرن ۲۱) |

### دوبله فیلم‌های ایرانی
| بازیگر                     | فیلم‌ها |
| -------------------------- | --- |
| کتایون                     | یک پارچه آقا (۱۳۴۴) امروز و فردا (۱۳۴۵) عذاب مرگ (۱۳۴۵) گذشت بزرگ (۱۳۴۶) مردی از اصفهان (۱۳۴۶) میلیونرهای گرسنه (۱۳۴۶) نیم‌وجبی (۱۳۴۶) حسن کچل (۱۳۴۸) قصر زرین (۱۳۴۸) کاسب‌های محل (۱۳۴۸) گربه را دم حجله می‌کشند (۱۳۴۸) آدم و حوا (۱۳۴۹) تاکسی عشق (۱۳۴۹) شهر گناه (۱۳۴۹) عطش (۱۳۵۱) معشوقه (۱۳۵۲) |
| ایرن                       | محلل (۱۳۵۰) همای سعادت (۱۳۵۰) تختخواب سه‌نفره (۱۳۵۱) حکیم‌باشی (۱۳۵۱) اکبر دیلماج (۱۳۵۲) تعقیب تا جهنم (۱۳۵۲) خروس (۱۳۵۲) اضطراب (۱۳۵۴) بابا خالدار (۱۳۵۴) شام آخر (۱۳۵۵) |
| آرام                       | گرگ بیزار (۱۳۵۲) آقای جاهل (۱۳۵۲) ابَرمرد (۱۳۵۳) یاور (۱۳۵۳) ذبیح (۱۳۵۴) صبح خاکستر (۱۳۵۶) کوسهٔ جنوب (۱۳۵۶) |
| پوری بنایی                 | مرخصی اجباری (۱۳۴۴) حاتم طائی (۱۳۴۵) خوشگذران (۱۳۵۲) مهرگیاه (۱۳۵۴) غزل (۱۳۵۵) پشت و خنجر (۱۳۵۶) |
| فخری خوروش                 | آقای هالو (۱۳۴۹) حسن سیاه (۱۳۵۱) شیر تو شیر (۱۳۵۱) نفرین (۱۳۵۲) شازده احتجاب (۱۳۵۳) |
| لی‌لی                       | سکهٔ شانس (۱۳۴۹) ایوالله (۱۳۵۰) مردان خشن (۱۳۵۰) |
| آذر حکمت شعار              | مومیایی (۱۳۴۵) آژیر خطر (۱۳۴۹) |
| شهرزاد                     | مرد اجاره‌ای (۱۳۵۱) تنگنا (۱۳۵۲) |
| فرشته جنابی                | قیامت عشق (۱۳۵۲) کیفر (۱۳۵۲) |
| ژاله سام                   | پستچی (۱۳۵۱) هشتمین روز هفته (۱۳۵۲) |
| روفیا                      | زن‌ها فرشته‌اند (۱۳۴۲) |
| نیکو صفایی                 | دهکدهٔ طلایی (۱۳۴۳) |
| فریده نصیری                | مسیر رودخانه (۱۳۴۳) |
| سیمین غفاری                | قهرمان دهکده (۱۳۴۵) |
| آذر شیوا                   | چرخِ فلک (۱۳۴۶) |
| نیلوفر                     | طوفان نوح (۱۳۴۶) |
| جمیله                      | دنیای آبی (۱۳۴۸) |
| فرانک میرقهاری             | روسپی (۱۳۴۸) |
| پرتو نوری‌علا               | آرامش در حضور دیگران (۱۳۴۹ - نمایش در ۱۳۵۱) |
| ویکتوریا                   | یاقوت سه‌چشم (۱۳۴۹) |
| فروزان                     | باباشمل (۱۳۵۰) |
| ژیلا سهرابی                | دلیران تنگستان (۱۳۵۲–۱۳۵۰، مجموعهٔ تلویزیونی) |
|                            | اعجوبه‌ها (۱۳۵۱) |
| مهتاج نجومی                | چشمه (۱۳۵۱) |
| مرسده کامیاب               | مطرب (۱۳۵۱) |
| راوی                       | مرغ تخم‌طلا (۱۳۵۱) |
| پوران                      | بی‌قرار (۱۳۵۲) |
| پروانه معصومی              | شهر قصه (۱۳۵۲) |
| طناز                       | چشم‌انتظار (۱۳۵۴) |
|                            | سلطان صاحبقران (۱۳۵۴، مجموعهٔ تلویزیونی) |
| سارا                       | مردی در آتش (۱۳۵۵) |
| فریبا خاتمی                | عنتر و منتر (۱۳۵۵) |
| گیتی پاشایی                | سفر سنگ (۱۳۵۶) |
| گیتی ساعتچی                | طلاق (۱۳۵۶، مجموعهٔ تلویزیونی - قسمت «معتاد») |
| جوانه جلیلوند              | مشت مرد (۱۳۵۷) |
| توران مهرزاد               | لج و لجبازی (۱۳۵۱) این خانه دور است (۱۳۷۴–۱۳۷۰، مجموعهٔ تلویزیونی) امام علی (۱۳۷۵–۱۳۷۰، مجموعهٔ تلویزیونی) |
| محبوبه بیات                | طلاق (۱۳۵۶، مجموعهٔ تلویزیونی - قسمت «بن‌بست») بهار در پاییز (۱۳۶۶) مجازات (۱۳۷۳) مزد ترس (۱۳۷۱، مجموعهٔ تلویزیونی) |
| آزیتا لاچینی               | پاییز صحرا (۱۳۶۵–۱۳۶۴، مجموعهٔ تلویزیونی) اُغُر بخیر (۱۳۶۵، مجموعهٔ تلویزیونی) دبیرستان (۱۳۶۵) دُلار (۱۳۶۷) |
| نسرین قاسم‌زاده             | بوعلی سینا (۱۳۶۴، مجموعهٔ تلویزیونی) |
| سهیلا رضوی                 | گرگ‌ها (۱۳۶۶–۱۳۶۵، مجموعهٔ تلویزیونی) |
| مهین شهابی                 | گل مریم (۱۳۶۶) |
| پوراندخت مهیمن ملیحه اکبری | بچه‌های طلاق (۱۳۶۸) |
| پروانه دباغی               | دخترم سحر (۱۳۶۸) |
| ژیلا شاهانی (اعظم موسوی)   | شب بیست و نهم (۱۳۶۸) |
| فرزانه کابلی               | کاکلی (۱۳۶۸) |
| حمیده خیرآبادی             | مادر (۱۳۶۸) |
| سوسن سلیمی                 | شتاب‌زده (۱۳۷۰) |
| مهناز اسلامی               | گل‌ها و گلوله‌ها (۱۳۷۰) |
| فاطمه خبازان               | مریم و میتیل (۱۳۷۱) |
| مهوش افشارپناه             | پاییز بلند (۱۳۷۲) |
| ثریا حکمت                  | حالا چه شود! (۱۳۷۳) |
| شهلا ریاحی                 | مرضیه (۱۳۷۳) |
| رداح رجیو                  | بازمانده (۱۳۷۳) |
| نیکو خردمند (به‌جای خودش)   | حكايت آن مرد خوشبخت (۱۳۶۹)، بازیچه (۱۳۷۱)، سفر پرماجرا (۱۳۷۴) تو را دوست دارم (۱۳۷۸)، مجموعه‌های تلویزیونی آوای فاخته (۱۳۷۳) دبیرستان خضراء (۱۳۷۵-۱۳۷۴)، هفت‌سنگ (۱۳۷۷-۱۳۷۶)، مادر (۱۳۷۸) . |

| سمت   | نوار قصه‌های کانون پرورش فکری کودکان و نوجوانان                    |
| ----- | ----------------------------------------------------------------- |
| قصه‌گو | قصهٔ طوقی قهرمان کرم شب‌تاب‌ کوچولو گل اومد، بهار اومد لی‌لی‌لی‌لی حوضک |

## جوایز
برخی از جوایز «نیکو خردمند» به شرح زیر است:
- برندهٔ سیمرغ بلورین بهترین بازیگر نقش مکمل زن (پرده آخر) در نهمین جشنواره فیلم فجر (مسابقه سینمای ایران) - ۱۳۶۹
- برندهٔ سیمرغ بلورین بهترین بازیگر نقش مکمل زن (بازیچه) در دوازدهمین جشنواره فیلم فجر (مسابقه سینمای ایران) - ۱۳۷۲
- کاندید سیمرغ بلورین بهترین بازیگر نقش مکمل زن (غزال) در چهاردهمین جشنواره فیلم فجر (مسابقه سینمای ایران) - ۱۳۷۴